# Will Files
Will Files (* 11. März 1980 in Charleston, South Carolina) ist ein US-amerikanischer Tongestalter.

## Leben
Will Files studierte an der University of North Carolina School of the Arts (UNCSA) Picture Editing & Sound Design. Bereits während des Studiums lernte er Walter Murch und Randy Thom, die beiden Chefs von Skywalker Sound kennen. Nach dem Studium bewarb er sich für ein Praktikum. Nach diesem wurde er Auszubildender und schließlich Assistent, bevor er eigenständig als Tongestalter, Toneditor und Re-Recording Mixer arbeiten durfte. Während seiner Zeit bei Skywalker Sound arbeitete er an mehr als 100 Filmen mit.
Für seine Arbeit an The Batman (2022) wurde er bei der Oscarverleihung 2023 in der Kategorie Bester Ton zusammen mit Stuart Wilson, Douglas Murray und Andy Nelson für einen Oscar nominiert. Der Oscar ging aber letztlich an den Film Top Gun: Maverick. 2020 und 2022 gewann er einen Emmy  für seine Arbeit an den Episoden Kapitel acht: Die Schlacht von Starcourt (Staffel 3) und Kapitel sieben: Das Massaker im Hawkins Lab (Staffel 4) der Erfolgsserie Stranger Things.
Er erhielt 2018 für Planet der Affen: Survival und 2019 für Extinction einen Golden Reel Award der Motion Picture Sound Editors. 2023 gewann er für Prey (2022) und Kapitel sieben: Das Massaker im Hawkins Lab (Staffel 4) von Stranger Things zwei weitere.